# Thomas Ziegler (Eishockeyspieler)
Thomas Ziegler (* 9. Juni 1978 in Zürich) ist ein ehemaliger Schweizer Eishockeyspieler, der zwischen 1997 und 2012 unter anderem für die ZSC Lions und den SC Bern in der National League A gespielt hat. Zudem kam er zu fünf NHL-Einsätzen für die Tampa Bay Lightning.

## Karriere
Thomas Ziegler begann seine Karriere als Eishockeyspieler bei den GCK Lions, für die er von 1995 bis 1998 in der Nationalliga B aktiv war. In der Saison 1997/98 bestritt er zudem zehn Spiele für die ZSC Lions in der Nationalliga A, in denen er punkt- und torlos blieb. Im Sommer 1998 wechselte der Angreifer zum HC Ambrì-Piotta, mit dem er 1998 und 1999 zweimal in Folge den IIHF Continental Cup gewann und 1999 Schweizer Vizemeister wurde. Anschliessend wurde er im NHL Entry Draft 2000 in der neunten Runde als insgesamt 263. Spieler von den Tampa Bay Lightning ausgewählt, für die er in der Saison 2000/01 fünf Mal in der National Hockey League auflief. Den Grossteil der Saison verbrachte er jedoch bei deren Farmteam, den Springfield Falcons aus der American Hockey League. Vor der Saison 2001/02 kehrte Ziegler in seine Heimat zurück, wo er für den SC Bern spielt. Mit den Bernern wurde der Flügelspieler 2004 zum ersten Mal in seiner Karriere Schweizer Meister. Ab der Saison 2010/11 spielte er wieder bei den ZSC Lions und gewann mit diesen 2012 einen weiteren Schweizer Meistertitel, ehe er seine Karriere beendete.

### International
Für die Schweiz nahm Ziegler an der Junioren-Weltmeisterschaft 1998, sowie den A-Weltmeisterschaften 2000, 2001, 2002, 2004, 2005, 2008 und 2009 teil. Des Weiteren stand Ziegler im Aufgebot der Schweiz bei den Olympischen Winterspielen 2006 in Turin.

## Erfolge und Auszeichnungen
- 1998 IIHF-Continental-Cup-Gewinn mit dem HC Ambrì-Piotta
- 1999 IIHF-Continental-Cup-Gewinn mit dem HC Ambrì-Piotta
- 1999 Schweizer Vizemeister mit dem HC Ambrì-Piotta
- 2004 Schweizer Meister mit dem SC Bern
- 2007 Schweizer Vizemeister mit dem SC Bern
- 2010 Schweizer Meister mit dem SC Bern
- 2012 Schweizer Meister mit den ZSC Lions

### International
- 1998 Bronzemedaille bei der Junioren-Weltmeisterschaft

## Karrierestatistik

### Internationale Wettbewerbe
(Legende zur Spielerstatistik: Sp oder GP = absolvierte Spiele; T oder G = erzielte Tore; V oder A = erzielte Assists; Pkt oder Pts = erzielte Scorerpunkte; SM oder PIM = erhaltene Strafminuten; +/− = Plus/Minus-Bilanz; PP = erzielte Überzahltore; SH = erzielte Unterzahltore; GW = erzielte Siegtore; 1 Play-downs/Relegation; Kursiv: Statistik nicht vollständig)